# Hello Monsters World Tour
Hello Monsters World Tour – pierwsza światowa trasa koncertowa południowokoreańskiego girlsbandu Babymonster. Trasa rozpoczęła się 25 stycznia 2025 roku w KSPO Dome w Korei Południowej i obejmuje obecnie 32 koncertów w Azji i Ameryce Północnej.

## Tło
18 listopada 2024 roku YG Entertainment ogłosiło, że Babymonster wyruszy w swoją pierwszą światową trasę koncertową zatytułowaną Hello Monsters w styczniu następnego roku, z koncertami zaplanowanymi w Azji i Stanach Zjednoczonych. 20 stycznia Babymonster ujawniły dwa dodatkowe koncerty – w Kuala Lumpur 21 czerwca oraz w Tajpej 28 czerwca. Sukces północnoamerykańskiej części trasy, obejmującej dwa koncerty w Newark i Los Angeles, doprowadził do ogłoszenia sześciu dodatkowych występów w tym regionie, w tym w Toronto, Rosemont, Atlancie, Fort Worth, Oakland i Seattle. Ponadto japońska część trasy wyprzedała wszystkie 100 000 początkowych biletów, co skłoniło organizatorów do udostępnienia miejsc z ograniczoną widocznością, aby sprostać popytowi.

## Setlista
Ta lista utworów przedstawia koncerty w Seulu, w Korei Południowej. Nie obejmuje wszystkich dat.
Akt 1
1. „Drip” (remix)
2. „Batter Up”
3. „Clik Clak”
4. „Like That”
5. „Sheesh”

Akt 2 – Solos
1. „Someone You Loved” (Lewis Capaldi cover) (Rora solo)
2. „What Other People Say” (Demi Lovato cover) (Pharita solo)
3. „Pick Up Your Feelings” (Jazmine Sullivan cover) (Rami solo)
4. „Godzilla” (Eminem cover) (Asa solo)
5. „Gwola” (Honey Cocaine cover) (Ruka solo)
6. „Woke Up in Tokyo” (Ruka & Asa duet)
7. „Traitor” (Olivia Rodrigo cover) (Chiquita solo)
8. „Dangerously” (Charlie Puth cover) (Ahyeon solo)

Akt 3
1. „Love, Maybe”
2. „Dream”

Akt 4
1. „Billionaire”
2. „Really Like You”
3. „Clap Your Hands” + „Go Away” (2NE1 covers)
4. „Forever”
5. „Love in My Heart”

Bis
1. „Sheesh” (remix)
2. „Batter Up” (remix)
3. „Drip” (remix)
4. „Love in My Heart” (remix)
5. „Stuck in the Middle” (remix)

## Lista koncertów
| Data             | Miejscowość  | Państwo           | Obiekt                                  | Frekwencja | Źr.    |
| Azja             | Azja         | Azja              | Azja                                    | Azja       | Azja   |
| ---------------- | ------------ | ----------------- | --------------------------------------- | ---------- | ------ |
| 25 stycznia 2025 | Seul         | Korea Południowa  | KSPO Dome                               | 20 000     | [ 6 ]  |
| 26 stycznia 2025 | Seul         | Korea Południowa  | KSPO Dome                               | 20 000     | [ 6 ]  |
| Ameryka Północna |              |                   |                                         |            |        |
| 28 lutego 2025   | Newark       | Stany Zjednoczone | Prudential Center                       | —          | [ 7 ]  |
| 2 marca 2025     | Inglewood    | Stany Zjednoczone | Kia Forum                               | —          | [ 7 ]  |
| Azja             |              |                   |                                         |            |        |
| 14 marca 2025    | Jokohama     | Japonia           | Pia Arena MM                            | 30 000     | [ 8 ]  |
| 15 marca 2025    | Jokohama     | Japonia           | Pia Arena MM                            | 30 000     | [ 8 ]  |
| 16 marca 2025    | Jokohama     | Japonia           | Pia Arena MM                            | 30 000     | [ 8 ]  |
| 22 marca 2025    | Nagoja       | Japonia           | Port Messe Nagoya Exhibition Hall 1     | 24 000     | [ 9 ]  |
| 23 marca 2025    | Nagoja       | Japonia           | Port Messe Nagoya Exhibition Hall 1     | 24 000     | [ 9 ]  |
| 3 kwietnia 2025  | Osaka        | Japonia           | Asue Osaka Arena                        | 20 000     | [ 10 ] |
| 4 kwietnia 2025  | Osaka        | Japonia           | Asue Osaka Arena                        | 20 000     | [ 10 ] |
| 11 kwietnia 2025 | Jokohama     | Japonia           | K-Arena Yokohama                        | 55 000     | [ 11 ] |
| 12 kwietnia 2025 | Jokohama     | Japonia           | K-Arena Yokohama                        | 55 000     | [ 11 ] |
| 13 kwietnia 2025 | Jokohama     | Japonia           | K-Arena Yokohama                        | 55 000     | [ 11 ] |
| 19 kwietnia 2025 | Fukuoka      | Japonia           | Fukuoka Kokusai Center                  | —          | [ 12 ] |
| 20 kwietnia 2025 | Fukuoka      | Japonia           | Fukuoka Kokusai Center                  | —          | [ 12 ] |
| 17 maja 2025     | Singapur     | Singapur          | Singapore Indoor Stadium                | —          | [ 13 ] |
| 24 maja 2025     | Hongkong     | Hongkong          | AsiaWorld–Arena                         | —          | [ 13 ] |
| 25 maja 2025     | Hongkong     | Hongkong          | AsiaWorld–Arena                         | —          | [ 13 ] |
| 31 maja 2025     | Ho Chi Minh  | Wietnam           | Saigon Exhibition and Convention Center | —          | [ 13 ] |
| 7 czerwca 2025   | Bangkok      | Tajlandia         | Impact Arena                            | —          | [ 13 ] |
| 8 czerwca 2025   | Bangkok      | Tajlandia         | Impact Arena                            | —          | [ 13 ] |
| 14 czerwca 2025  | Dżakarta     | Indonezja         | ICE BSD City Hall 5-6                   | —          | [ 13 ] |
| 21 czerwca 2025  | Kuala Lumpur | Malezja           | Axiata Arena                            | —          | [ 13 ] |
| 28 czerwca 2025  | Tajpej       | Tajwan            | NTSU Arena                              | —          | [ 13 ] |
| 29 czerwca 2025  | Tajpej       | Tajwan            | NTSU Arena                              | —          | [ 13 ] |
| Ameryka Północna |              |                   |                                         |            |        |
| 30 sierpnia 2025 | Toronto      | Kanada            | Scotiabank Arena                        | —          | [ 14 ] |
| 2 września 2025  | Rosemont     | Stany Zjednoczone | Allstate Arena                          | —          | [ 14 ] |
| 5 września 2025  | Atlanta      | Stany Zjednoczone | State Farm Arena                        | —          | [ 14 ] |
| 7 września 2025  | Fort Worth   | Stany Zjednoczone | Dickies Arena                           | —          | [ 14 ] |
| 10 września 2025 | Oakland      | Stany Zjednoczone | Oakland Arena                           | —          | [ 14 ] |
| 12 września 2025 | Seattle      | Stany Zjednoczone | Climate Pledge Arena                    | —          | [ 14 ] |
| Łącznie          | Łącznie      | Łącznie           | Łącznie                                 | —          |        |